# SonarQube
A SonarQube egy nyílt forráskódú szoftver forráskódminőség ellenőrzésére és követésére.

## Főbb jellemzői
A SonarQube alapból Java nyelvet képes feldolgozni, kiegészítőkkel többek közt C/C++, Groovy, C#, PHP, Flex, JavaScript, Python, PL/SQL és COBOL nyelvek feldolgozására is lehet használni. Grafikonokat készít a forráskód olyan minőségi kritériumairól, mint a duplikált kód mennyisége, a kód szabványok betartása, unit tesztek mennyisége és az általuk lefedett forráskód, a forráskód komplexitása, esetleges hibák, dokumentáltság, valamint az architektúra. Mindezeket a mérési eredményeket több ellenőrzésen keresztül megtartja és az értékek változását is meg tudja jeleníteni.
Az elterjedtebb build eszközzel együtt tud működni, létezik kiegészítője az Ant, Maven és Gradle eszközökhöz, valamint a Bamboo, a Jenkins és a Hudson folyamatos integrációs rendszerekhez. Egy eclipse kiegészítő is létezik hozzá, amellyel a SonarQube szerver statisztikáit lehet a fejlesztőeszközből felhasználni.

## Elismerések
2009-ben a Jolt Awards díjat nyerte el a teszt eszközök kategóriában. Több ismert cég és szoftverfejlesztő szervezet használ SonarQube szervert, köztük az eXo platform, az Apache Software Foundation, az Eclipse Foundation és Andalúzia autonóm kormányzata is.